# Hexansäuremethylester
Hexansäuremethylester ist eine chemische Verbindung aus der Gruppe der Carbonsäureester.

## Vorkommen
Hexansäuremethylester kommt natürlich in Ananas, Apfel, Aprikosen, Orangensaft, schwarzen Johannisbeeren, Guaven, Weintrauben, Melonen, Papaya, Himbeere, Brombeeren, Erdbeeren, Kartoffel, Tomate, Pfeffer, Roggenbrot, Käse, Butter, Milch, Hopfenöl, Bier, Traubenwein, Apfelwein, Kaffee, Tee, Honig, Moltebeere, Durian (Durio zibethinus), Oliven, Passionsfrüchte, Pflaume, Pilze, Sternfrucht, Mango, Holzapfel, Süßholz, Sauerkraut, Cherimoya, Kiwifrucht, Babacofrucht (Carica pentagona Heilborn), Bourbon-Vanille, Bergpapaya, Auster, Puddingapfel, Nektarine, Naranjilla, Feldsalat, Loganbeere, Kapstachelbeere, Affenorange und Chinesische Quitte vor.

## Gewinnung und Darstellung
Hexansäuremethylester kann durch Reaktion von Methylalkohol mit Hexansäure bei 130 bis 140 °C in Gegenwart von konzentrierter Schwefelsäure und Destillieren des Esters aus dem Reaktionsgemisch gewonnen werden.

## Eigenschaften
Hexansäuremethylester ist eine farblose Flüssigkeit, die schwer löslich in Wasser ist. Die Verbindung hat einen fruchtigen oder ätherartigen Geruch, der an Ananas erinnert.

## Verwendung
Hexansäuremethylester wird als Aromastoff verwendet. Die Verbindung wird auch als Standard bei der Gaschromatographie eingesetzt.

## Sicherheitshinweise
Die Dämpfe von Hexansäuremethylester können mit Luft ein explosionsfähiges Gemisch (Flammpunkt 41 °C) bilden.